# Larsenianthus arunachalensis
Larsenianthus arunachalensis là một loài thực vật có hoa trong họ Gừng. Loài này được Mamiyil Sabu, E. Sanoj và Rajesh Kumar mô tả khoa học đầu tiên năm 2010.
Mẫu định danh: E.Sanoj & T.Rajesh Kumar 105640; thu thập ngày 6 tháng 8 năm 2009 ở tọa độ 27°56′28,2″B 96°22′21,9″Đ / 27,93333°B 96,36667°Đ, đường Hayuliang, Lalpani, huyện Lohit, bang Arunachal Pradesh, Ấn Độ. Mẫu holotype lưu giữ tại CAL, isotype tại CALI và ASSAM.

## Từ nguyên
Tính từ định danh arunachalaensis có nguồn gốc từ tên gọi của bang Arunachal Pradesh ở đông bắc Ấn Độ, nơi mẫu vật định danh được thu thập.

## Phân bố
L. arunachalensis là loài đặc hữu hẹp ở bang Arunachal Pradesh, Ấn Độ. Nó chỉ được biết đến từ điểm thu thập mẫu điển hình và có nguy cơ tuyệt chủng cao do các hoạt động khác nhau của con người. Loài này mọc trên đất cát ở cao độ trên 1.400 m giữa những bụi chuối (Musa) hoang mọc dày dặc.

## Hình ảnh

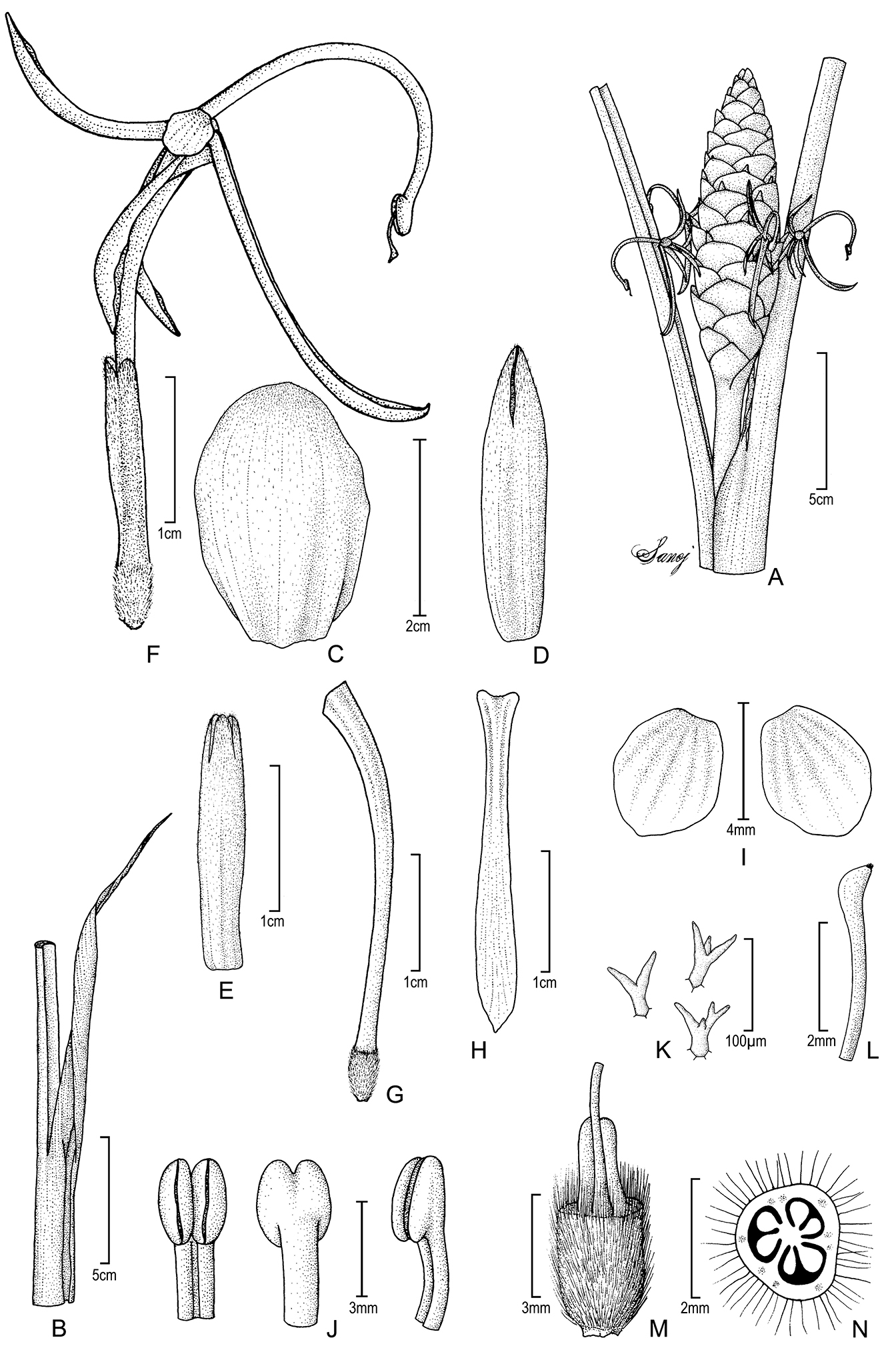

## Mô tả
Cây thảo thường xanh, kích thước trung bình, cao đến 150 cm; thân rễ đường kính 1,9 cm, cứng, nhiều rễ, hơi thơm, ruột màu nâu nhạt; không củ. Chồi lá mọc thẳng; đáy đường kính 2,5–3 cm. Lá 2 mỗi chồi đang ra hoa, tổng chiều dài đến 120 cm; bẹ lá gốc 4–6, màu đỏ và xanh lục, rậm lông tơ về phía đỉnh; cuống lá dài 19,5–31 cm, tiết diện hình chữ U, có lông tơ, màu xanh lục; lưỡi bẹ 9,5–14 cm × 2,4–2,7 cm, hình mác, đỉnh thon nhỏ dần, có lông tơ mặt xa trục, trở thành khô và màu nâu; phiến lá 56–88 × 19–25 cm, mặt xa trục màu xanh lục nhạt và rậm lông tơ màu trắng bạc, hình elip, màu xanh lục sẫm và nhẵn nhụi mặt trên, gân nổi cao 4–6 mm, mép nguyên, gợn sóng, như thủy tinh, ánh màu trắng, đáy thon nhỏ dần, đỉnh dài nhọn, hơi xoắn. Cụm hoa đầu cành trên chồi lá, mọc thẳng cao đến 90 cm; phần đỉnh của cuống cụm hoa dài 25–75 cm, đường kính ~1,2 cm, có lông tơ, màu xanh lục nhạt; cành hoa bông thóc hình elip, 14–19 × 3–3,4 cm; mỗi cụm hoa 60–80 lá bắc, các lá bắc 2,4–2,9 × 2,6–2,8 cm, sắp xếp xoắn ốc và xếp lợp chặt, hình tròn đến hình elip rộng, dạng thuyền, rời đến đáy, như da, màu đỏ sẫm, đáy ánh trắng, mép nguyên và nhẵn, nhẵn nhụi, đỉnh từ nhọn đến thuôn tròn, bề mặt có lông tơ, rậm lông màu nâu về phía đỉnh; xim hoa bọ cạp xoắn ốc 1 mỗi lá bắc; lá bắc con hình ống, dài hơn lá bắc, dài 2,8–3,3 cm, chẻ một bên 1 cm, đỉnh nhọn đến thuôn tròn, màu đỏ sẫm, màu ánh trắng về phía đáy, rậm lông tơ ngắn màu nâu về phía đỉnh. Hoa dễ thấy, 2–4 mỗi lá bắc, 2–8 hoa nở đồng thời trên cụm hoa; đài hoa hình ống, 16–17 × 3 mm, đỉnh 3 thùy, chẻ một bên 5–6 mm, màu đỏ nhạt, màu trắng về phía đáy, có lông tơ với lông rậm hơn về phía đỉnh, như màng, trong mờ; ống hoa 3,2–3,3 × ~3,5 mm khi nở, màu đỏ, chia thùy với mỗi thùy dài 15–17 mm, hình mác ngược, thùy lưng uốn ngược, thưa lông tơ ở mặt ngoài với các lông phân nhánh đơn bào rải rác ở mặt trong, các thùy bên nhẵn nhụi; nhị lép bên ~4 × 3,5 mm, hình tròn đến hình elip rộng, màu trắng với ánh đỏ nhạt, cuốn ngoài; cánh môi 25–28 × 2,5–3 mm, thuôn dài hẹp ở 2/3 phần gần đáy và hình mác ngược ở 1/3 phần xa, nửa hình thìa, màu đỏ đến màu vàng kem về phía đáy và màu vàng cam về phía đỉnh nhọn, giống như mỏ; nhị sinh sản với chỉ nhị dài 2,4–2,6 cm, màu đỏ trở thành màu vàng kem ở gần bao phấn, cong như lưỡi câu; bao phấn ~3 × 2 mm, màu vàng kem, nhẵn nhụi; tuyến trên bầu 2, thuôn dài, màu trắng, dài 2,5–3,0 mm; đầu nhụy rộng ~0,5 mm, màu trắng, hình củ hành, mép có lông rung, thò ra khoảng 2 - 2,5 mm từ giữa bao phấn; bầu nhụy 3 ngăn, 3 × 2,5 mm, có lông măng, màu đỏ nhạt. Quả và hạt không rõ.